# 2007년 서울국제실험영화페스티벌
제4회 서울국제실험영화페스티벌은 2007년 8월 24일에 열린 시상식이다.

## 수상 및 후보

### 필름매체상
- 집합 - 베카 바커 수상
- 자살변주 - 김곡 수상

### KT&G 상상마당
- 이다 - 채희석 수상

### 후지상
- 소이연 - 김진만 수상

### 엑스-나우
- 태양의 아이 - 서원태
- 발리 아스르 - 노어만 리히터
- 사나, 검은 곳의 통로 - 로베르 캬앙
- 댄 - 앤젤 바스케스
- Swimming in Air - Janice Tanaka
- 알파벳에게 - 머리나 버도프스키
- 화이트 노이즈 - 데니스 밀러
- 그들의 사정 - 안지현
- 우룸 - 다카후미 츠지야
- 한편의 싯구, 코러스는 없는 - 브리짓 워커
- 아이카 - 넬리-이브 레이조트
- 인식의 전이 - 댄 몽쇼
- 다가오는 경주 - 벤 리버스
- 트랜세인션 - 댄 베이커
- 플리커 - 크리스티나 폰 그레베 외 1명
- 스캔 프로젝트 - 안마노
- 물품목록 - 뻬드로 히메네스
- 조선일보 (5월 25일부터 5월 30일까지) - 신지호
- 드로잉의 연대기; 시간의 발자국들 - 조지 척-힌 웡
- 도시에서 파도타기 II b/w - 마리나 헤르니코바
- 점술가의 여정 - 자크라왈 닐탐롱
- 바위의 긴 경로 - 빠블로 밀란
- 사이의 가시화 - 마누엘 크납
- 레퀴엠 - 쑨 쉰
- 패총 - 데이비드 디넬
- 공납동 화이어댄스홀은 어제 완전 불탔다 - 이중영
- 화려한 소음 - 세미컨덕터
- 흐름 - 리아
- 자유-평등-박애 - 베로니끄 사팽
- 니후만 노 보레이 (200,000개의 영혼들) - 쟝-가브리엘 페리오
- 궤도 - 케리 레이탈라
- 스트립 - 에리카 서더버그
- 비상구 - 미쉘 파블로
- 하이퍼바이브즈 - 정대인
- 계곡을 건너서 - 닉 콜린스
- 세레우스 선인장 & 장식선반 - 캐롤라인 케일러
- 모토드롬 - 요어크 바그너
- 상상 - 에릭 리저
- 중국인의 초상 - 쩌오우 홍샹
- 활기차게 놀기 - 마이크 올레닉
- 불휘 - 류지나

### 엑스-초이스
- 바퀴에서의 휴식 - 마이크 머리니어크
- 종묘제례악 - 정언진
- 변환#2- 풍경 - 에리카 마츠나미
- 코피 - 안또니오 포체 외 1명
- 퀴오: 너무 눈부신 - 크리스티네 랑
- 긴 배음 - 미겔 마하도
- 호치민 - 정윤석
- 드럼룸 - 미란다 펜넬
- 모던한 쥐선생과의 대화 - 김숙현
- 로렐라이 - 우테 슈트뢰어
- 우정 - 아누 페나넨
- 찬가 - 아피찻퐁 위라세타쿨
- 마술사의 집 - 드보라 스타트먼
- 트레인 타워 - 데이빗 앤드류 외 1명
- 하드 웍 - 신의철
- 반도 - 아담 브로타넥
- 가라사대 - 임미랑
- 아침 - 서원태
- 집에서 본 풍경 - 가이 셔윈
- 나는 마지막 새소리를 듣는다 - 라이언 티보
- 상하이 상하이 - 쭈엔첸 리우
- 이것은 나의 땅 - 벤 리버스
- 휙 - 서현석 외 1명
- 싸이코(들) - 육-이유 입
- 친구 영화 - 콜린 V. 바튼
- 싸움 - 커샌드라 타이틀러
- 좀비들 - 애덤 트라우브릿지
- 활기차게 놀기 - 마이크 올레닉
- 오지만디아스 - 데이브 그리피쓰
- 모멘트 뮤지컬 - 브루스 체체프스키
- 더 이상 선한 뱀들을 박해해서는 안된다 - 모이라 티어니 외 1명
- 슈스! - 니콜라 레이
- 난 미국에 있다 - 김태식
- 완벽 효과 - 제레미 베일리
- 태아의 리듬 - 스미코 호소이
- 삼중주 - 이-펜 퉁
- 개발계획 - 페르난도 도밍게스
- 빨간진주 - 이진주
- 승리의 통보II: VICTEORY(sic) - 앤드류 존슨
- 자살은 살자다 - 오세현
- '그녀'라는 이름 - 김현명
- 무한 - 마이 야마시타 외 1명
- 양손잡이 퍼포먼스 -- no 5 of 8 - 라스 질트베리히
- 성충 - 미노우 노로우치
- 히트 - 민나 수오니에미
- 자동차 그림 - 조지 바버
- 공동회전 2 - 미코 칼리넨
- 자극 패턴 - 에릭 패트릭
- 달콤한 공간 - 민은정
- 자각몽 - 주재형
- 니코의 꿈 - 엘레나 파르도
- 귀지의 진동 - 이세은
- 재현을 위한 시도 - 다이스케 마시모
- 안녕! - 강민지
- 1프레임들 - 이주형
- 하나, 둘, 셋, 황혼기 - 펠릭스 뒤푸어-라페리에르
- 마술사의 거짓말 - 쑨 쉰
- 이미지의 진화 - 패트릭 콘래드
- K Ⅰ - 프레데리크 드보
- K Ⅱ - 프레데리크 드보
- K Ⅲ - 프레데리크 드보
- K (사막) - 프레데리크 드보
- K ( 꿈 / 베르베르족 사람들) - 프레데리크 드보
- 두 그림 - 로즈 로우더 외 1명
- 분류-세개의 항목들 - 마이클 스노우 외 1명
- 밀러 - 비욘 슈파이델
- 에너지! - 토어스텐 플라이쉬
- 아름다운 약속들 - 로랑 페르노
- 기즈모_소녀2089 - 뱅쌍 샤브리야
- 메리 데이비스로부터의 메시지 - 페카 사시
- 스플리터 - 핑크 트윈스
- 그 모델 - 플로리안 그빈너
- 난초 - 니콜라스 버니어
- 충•돌 - 베브 비어드
- 엘레신 15.625 - 빌리 로이슈

### 엑스-레트로
- Éclats d'Orphée - Patrick Bokanowski
- Flammes - Patrick Bokanowski
- Au bord du lac - Patrick Bokanowski
- La Plage - Patrick Bokanowski
- Déjeuner du matin - Patrick Bokanowski
- La Femme qui se Poudre - Patrick Bokanowski
- L'ANGE - Patrick Bokanowski
- 그는 도끼질을 좋아해 - 리튼 피어스
- 붉은 삽 - 리튼 피어스
- 50 Feet of String - Leighton Pierce
- Glass - Leighton Pierce
- Puppy-go-round - Leighton Pierce
- 접혀진 시간 - 리튼 피어스
- Wood - Leighton Pierce
- 뒷걸음질 - 리튼 피어스
- 물은 스스로 수평을 찾는다 - 리튼 피어스
- 분홍 양말들 - 리튼 피어스
- 37번가 & 렉싱턴 거리 - 리튼 피어스
- 사적인 행복 - 리튼 피어스
- Viscera - Leighton Pierce
- 물속의 나 자신 - 리튼 피어스
- 넘버 원 - 리튼 피어스

### 엑스-인
- 아이스 바 - D - 조영직
- 이어서 바라보기 - 김계중
- 히트 샷 - 김연정
- 히트 샷 파트 2 힛 스티치 - 김연정
- 시선의 순환 - 정종호

### 인디 비주얼
- 거류 - 김소영
- 질주환상 - 김소영
- 다비타비 - 김소영
- 트래블로그 그리고 음악 - 김소영
- 블루 모네 - 칼.E.브라운
- 보라! (당신을 던져라!) - 미카엘 브린트럽
- 보조 기억 - 기억을 위한 게이 도큐멘터리 - 미카엘 브린트럽
- 심장.이식 Ⅱ (자동 생성된 조작들) - 미카엘 브린트럽
- 정역학 - 기억의 다리들을 역학화하기 - 미카엘 브린트럽
- 사랑, 질투와 복수 - 미카엘 브린트럽
- 당신이 먹을 수 있는 모든 것 - 미카엘 브린트럽
- NY 'NY 'n 와이 낫 - 미카엘 브린트럽
- 존경 - 미카엘 브린트럽

### 핸드메이드 필름랩
- 동면 - 이장욱
- The crossing - 김숙현
- light flow - 채훈정
- 기록 - 이두나
- 꿈나라 (묘지이야기 1) - 이원우
- 밀물 - 장은주